# Declare Independence
«Declare Independence»  —en español: «Declara la independencia»— es una canción de la artista islandesa Björk. Se lanzó como el tercer sencillo de su séptimo álbum de estudio, Volta, en 2008. Coescrita y coproducida por ella y Mark Bell, está dedicada a las Islas Feroe y Groenlandia, actualmente gobernadas por Dinamarca.

## Videoclip
El videoclip fue lanzado el 10 de diciembre de 2007 y es dirigido por Michel Gondry, un realizador habitual en los videos de la cantante islandesa. En él se ve a un grupo de soldados sujetos con cuerdas que al mismo tiempo son controladas por Björk, quien cantando a través de una especie de megáfono hace que estos muevan toda una maquinaria.

## Acerca de la canción
Debido al contenido de las letras, se dice que Declare Independence hace referencia al conflicto entre las Islas Feroe y Groenlandia con Dinamarca alentándolas a declararse independientes del dominio del país nórdico. Cosa que parece confirmarse en el videoclip, en el que Björk lleva puesto un uniforme con un parche de la bandera de Groenlandia en el brazo izquierdo y uno con la bandera de las Islas Feroe en la derecha. El 2 de octubre de 2017, un día después del referéndum de autodeterminación catalán, Björk dedicó en Twitter la canción a Catalunya.

## Sencillo
El sencillo fue lanzado el 1 de enero de 2008 en formarto físico, que consta de 2 discos de vinilo con remixes, CD y un DVD con el videoclip dirigido por Michel Gondry.
Contenido del sencillo:
- 12” - A
  - A1. Declare Independence. Ghostigital 12”
  - B1. Declare Independence. Mark Stent Mix

- 12” - B
  - C1. Declare Independence. Matthew Herbert 12”
  - D1. Declare Independence. Mark Stent Instrumental

- CD (Disc 1)
  - 1. Declare Independence. Ghostigital 12”
  - 2. Declare Independence. Mark Stent Mix
  - 3. Declare Independence. Matthew Herbert 12”
  - 4. Declare Independence. Mark Stent Instrumental

- DVD (Disc 2)
  - 1. Declare Independence video dirigido por Michel Gondry